# Lee Ho-youn
Lee Ho-Youn (3 de maio de 1971) é uma ex-handebolista sul-coreana. campeã olímpica.
Fez parte da geração de ouro sul-coreana, medalha de ouro, em Barcelona 1992.